# Pegvisomant
Pegvisomant (nome commerciale Somavert) è un antagonista del recettore dell'ormone della crescita, è usato per il trattamento di acromegalia. Viene utilizzato quando il tumore della ghiandola pituitaria, causa l'acromegalia, non può essere controllato con la chirurgia o la radioterapia, e l'uso degli analoghi della somatostatina è senza successo. Si usa per somministrazione sottocutanea.